# NGC 1843
NGC 1843 je galaksija u zviježđu Orionu.

## Vanjske poveznice
- SEDS: NGC 1843